# 盧普切灣

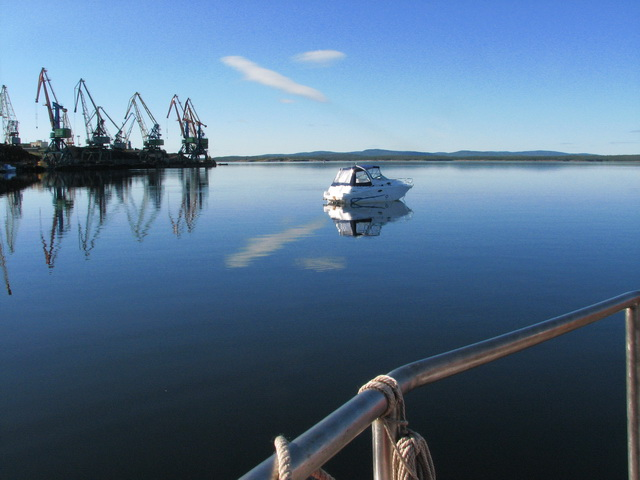

盧普切灣是俄羅斯的海灣，位於科拉半島西南部，屬於坎達拉克沙灣的一部分，由摩爾曼斯克州負責管轄，每年十一月至翌年五月結冰。
67°08′25″N 32°21′54″E / 67.14028°N 32.36500°E